# Stanford on Soar
Stanford on Soar is een civil parish in het bestuurlijke gebied Rushcliffe, in het Engelse graafschap Nottinghamshire.

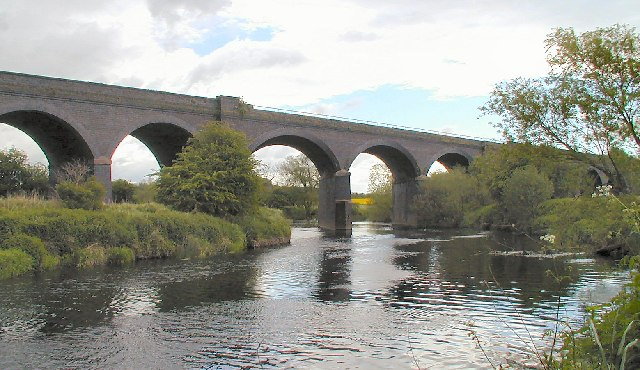
Viaduct bij Stanford on Soar